# Chris Wooding
Chris Wooding (Leicester, 28 de Fevereiro de 1977) é um escritor britânico radicado na Espanha.
Seu primeiro livro, que ele escreveu com a idade de dezenove, foi publicado em 1998, quando ele tinha vinte e um. Desde então, ele tem escrito muitos mais, inclusive  O Mistério de Alaizabel Cray, que ganhou o Prêmio Nestlé Smarties Book Award de Prata, e Poison, que venceu o Lancashire Children's Book of the Year Europeu. Ele também é o autor de duas séries diferentes: Broken Sky, uma série anime-influenciado fantasia para crianças, e Braided Path, uma trilogia fantasia para adultos.

## Obras
- Crashing (1998)
- Catchman (1998)
- Kerosene (1999)
- Endgame (2000)
- Broken Sky (1999-2001)
- The Haunting of Alaizabel Cray (2001)
- Poison (2003)
- Braided Path:

1. The Weavers of Saramyr (2003)
2. The Skein of Lament (2004)
3. The Ascendancy Veil (2005)

- Storm Thief (2006)
- The Fade (2007)
- Malice duology:

1. Malice (2009)
2. Havoc (2010)

- Tales of the Ketty Jay:

1. Retribution Falls (2009)
2. The Black Lung Captain (2010)
3. The Iron Jackal (2011)
4. Ace of Skulls (Septembro de 2013)

- Pandemonium (2012)

## Prêmios e indicações
O Mistério de Alaizabel Cray ganhou o Prêmio Nestlé Smarties Book Prize [1]
2004, Poison venceu o Lancashire Children's Book of the Year [2]
2004, Poison nomeados para Carnegie Medal [3]
2007, Storm Thief nomeados para Carnegie Medal[4]